# Kościół ewangelicki w Oldrzychowicach
Kościół ewangelicki w Oldrzychowicach – kościół w Trzyńcu, w dzielnicy Oldrzychowice, należący do miejscowego zboru Śląskiego Kościoła Ewangelickiego Augsburskiego Wyznania.

## Historia

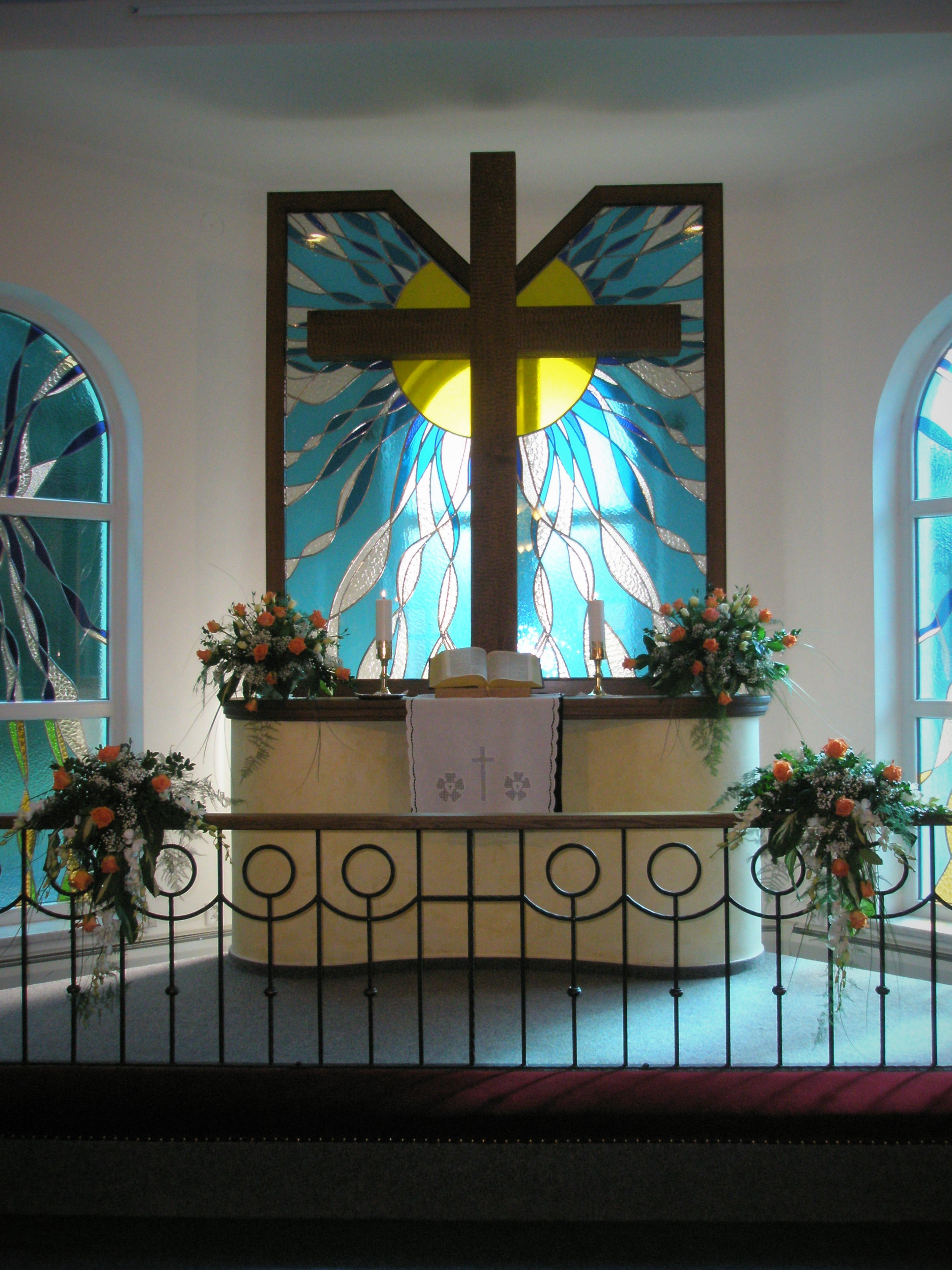
Ołtarz

Zbór w Oldrzychowicach został założony 25 czerwca 1950 roku dla wiernych z Oldrzychowic i Tyry, obecnie dzielnic miasta Trzyniec. Nabożeństwa początkowo odbywały się w budynku polskiej szkoły w przysiółku Równia, jednak w kwietniu 1958 przeniesiono je do domu prywatnego i do dawnej piekarni. Po skończonym nabożeństwie w domu, ksiądz i organista przechodzili do budynku po piekarni, gdzie odbywało się drugie.
W obliczu tej sytuacji czyniono starania o zakup budynku starej szkoły w Oldrzychowicach, wybudowanego w latach 1869–1870 na miejscu poprzedniej, drewnianej siedziby. Nad wejściem znajdował się napis: Szkoła Ewangl. ludowa w Oldrzychowic. r. 1869 nro 114. Rodzice baczcie! aby w młodości dziatki wasze szukały mądrości. Po oddaniu do użytku nowej szkoły czeskiej w 1871 oraz polskiej w 1906, stara szkoła pozostawała własnością oldrzychowickiej gminy i była użytkowana na jej potrzeby, głównie jako budynek mieszkalny z siedmioma lokalami. Ze względu na posiadanie wieży, obiekt przypominał kościół.
Rada Narodowa zgodziła się na wynajęcie zborowi połowy budynku w listopadzie 1958, podpisano umowę na piętnastoletni okres dzierżawy do 1973 roku, z każdorocznie opłacanym przez zbór czynszem. Dwa mieszkania położone w wynajętej części zostały przebudowane na kościół, dobudowano przedsionek oraz zakrystię. Kościół poświęcono w sobotę, 2 maja 1959. Ławki, wzorowane na znajdujących się w kościele w Bystrzycy, zaprojektował Karol Kajzar.
W kościele znajduje się fisharmonia wyprodukowana w zakładach w Krnovie i zakupiona w 1962 roku.
W 1963 dobudowano salkę do nauki religii i konfirmacyjnej według projektu Jana Szmeka, a w 1966 oficjalnie wykupiono od Rady Narodowej wynajmowane dotychczas pomieszczenia kościoła, akt własności został przeniesiony na zbór, który stał się też właścicielem terenu położonego wokół zajmowanej przez niego połowy budynku. Wtedy również umieszczono krzyż na wieży.
Kolejnej rozbudowy dokonano w 1968, kiedy to powiększono zakrystię oraz dobudowano część ołtarzową.
Pozostała część budynku będąca nadal własnością Rady Narodowej miała zostać przekształcona w urząd pocztowy. Dzięki staraniom zboru udało się jednak również ją zakupić, czego dokonano w 1969. Wtedy to cały budynek dawnej szkoły stał się własnością zboru ewangelickiego.
Na jesieni 1974 cały budynek z wieżą został otynkowany.
Po wyprowadzeniu się lub śmierci lokatorów nadal zamieszkujących drugą połowę obiektu przystąpiono do przekształcenia jej w kuchnię oraz salę parafialną, którą poświęcono w 1990